# Piazza dell’Unità d’Italia

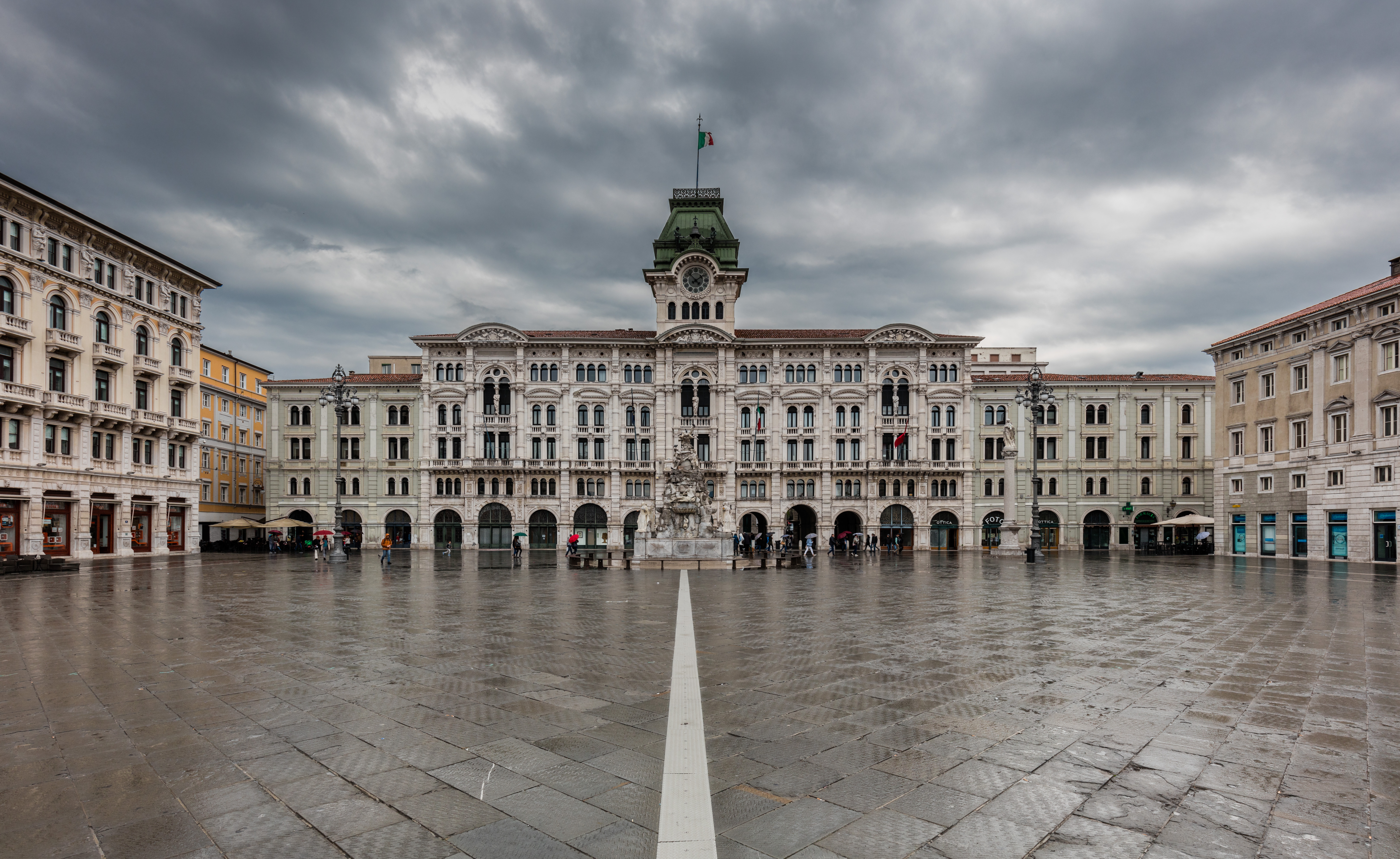
Piazza dell'Unità d'Italia mit Palazzo del Municipio

Die Piazza dell’Unità d’Italia (deutsch Platz der Einheit Italiens) ist der Hauptplatz der norditalienischen Stadt Triest. Als größter Platz der Stadt wird er auch als Piazza Grande bezeichnet.

## Lage
Die Piazza dell’Unità d’Italia befindet sich im Zentrum von Triest am Fuße des Stadthügels San Giusto und verbindet die angrenzenden Stadtteile Borgo Teresiano (Theresienvorstadt) und Borgo Giuseppino (Josephsvorstadt). Auf drei Seiten von neoklassischen und einigen barocken Gebäuden umsäumt, grenzt der rechteckige Platz an der vierten Seite unmittelbar an den Golf von Triest und ist somit einer der größten Plätze Europas, der gegen das Meer geöffnet ist.

## Name

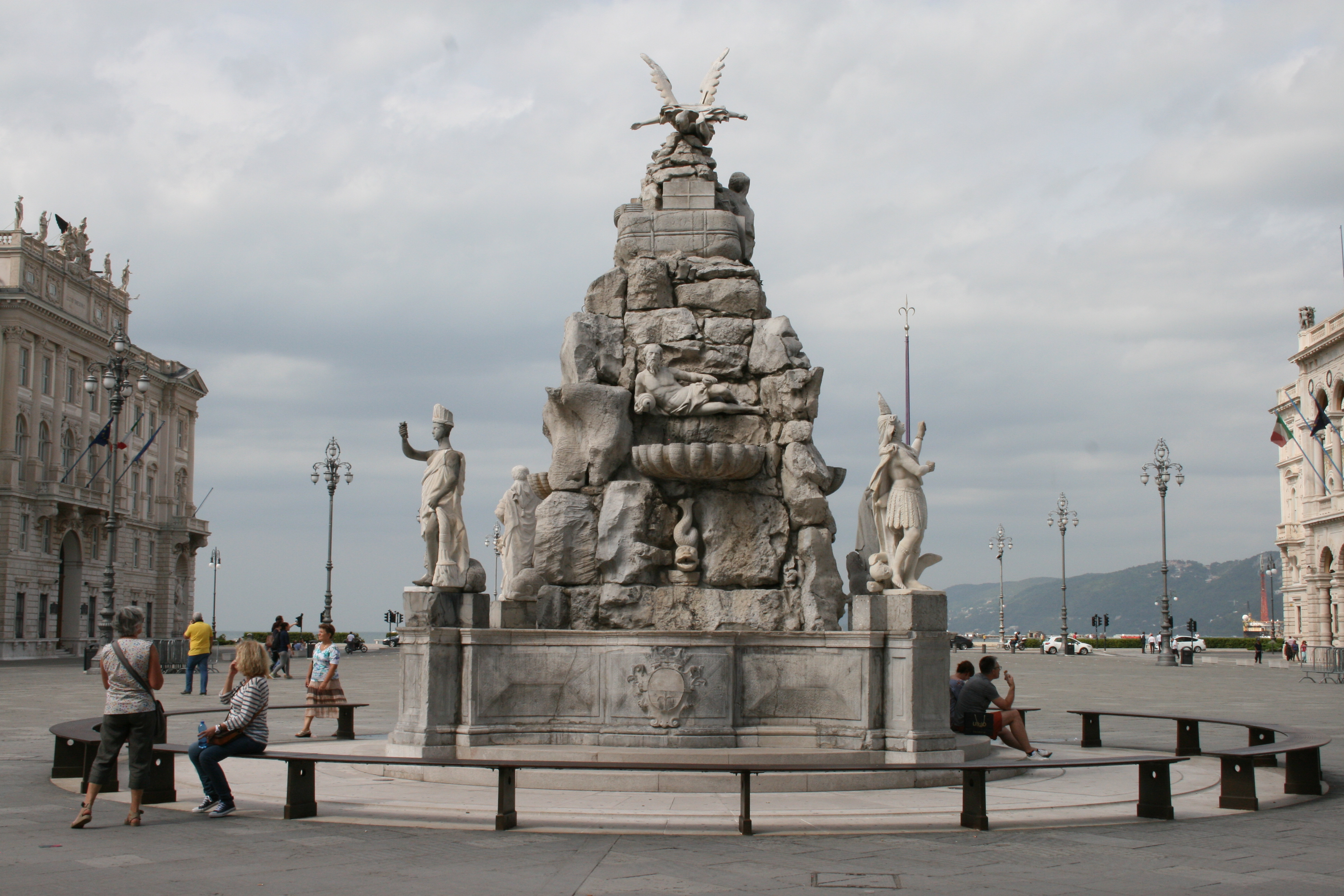
Brunnen auf der Piazza dell’Unità d’Italia

Ursprünglich Piazza San Pietro genannt, etablierte sich aufgrund der Größe des Platzes im Volksmund sehr früh auch die Bezeichnung Piazza Grande, die bis heute von der Triestiner Bevölkerung verwendet wird.
Nach dem Tod Kaiser Franz Josephs I. trug er für eine kurze Zeit den Namen Piazza Francesco Giuseppe und nach der Anbindung Triests an Italien 1918 wurde er in Piazza Unità umbenannt. Am 25. April 1955 verlieh der Triestiner Bürgermeister Gianni Bartoli aufgrund der schwierigen politischen Lage, in der sich Triest nach dem Zweiten Weltkrieg befunden hatte, dem Platz den offiziellen Namen Piazza dell’Unità d’Italia.

## Geschichte

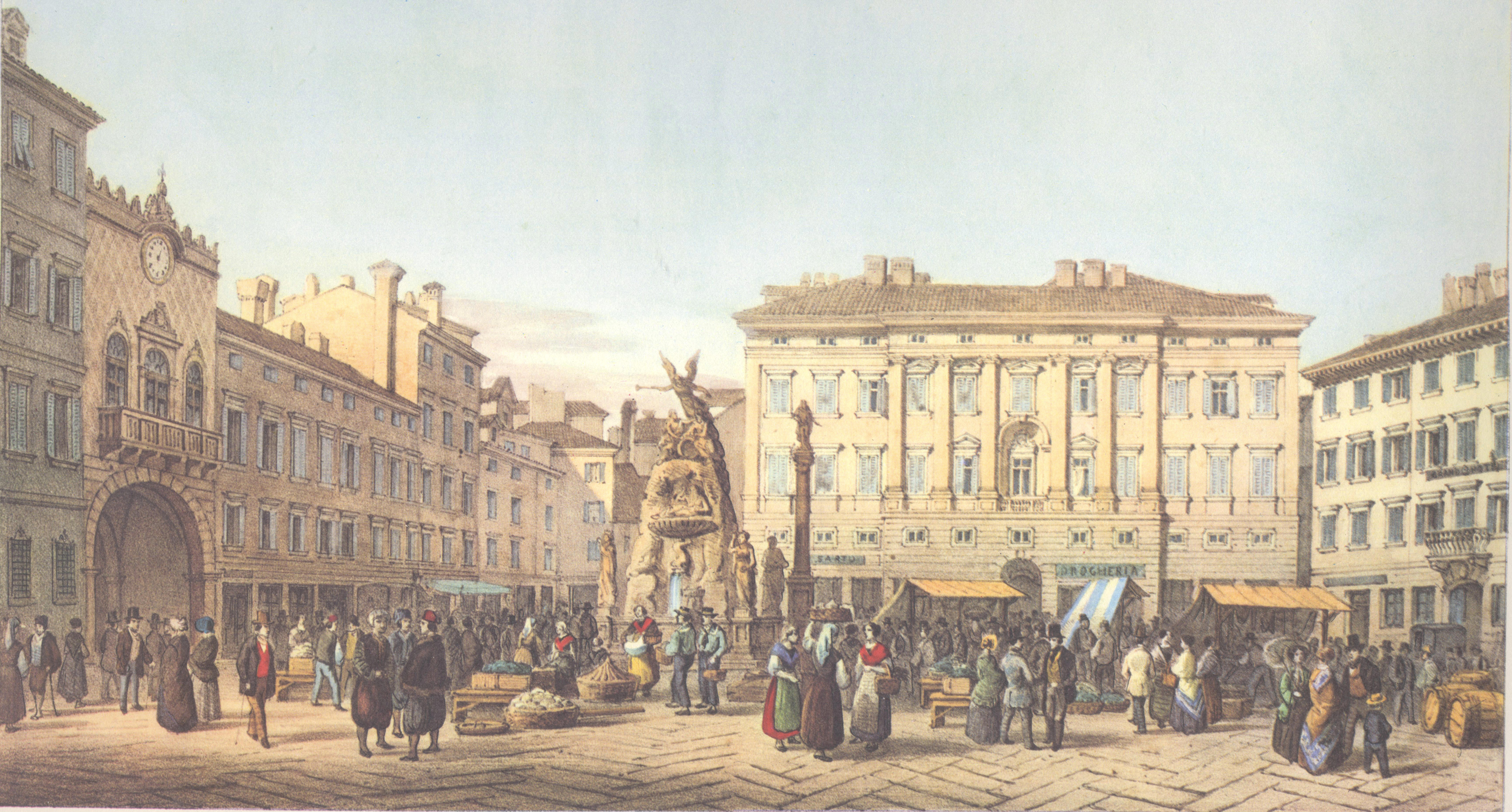
Piazza Grande um 1845
(Gemälde von Marco Moro)

Zur Zeit des Römischen Imperiums war an der Stelle des Platzes noch Meer. Sein Ursprung geht mehr oder weniger auf die Versandung des römischen Hafens zurück und die Ausdehnung der Stadt auf dem so gewonnenen Boden.
Im Mittelalter wesentlich kleiner und länglicher lag der Platz innerhalb der Befestigungsmauern und war somit nicht gegen das Meer offen.
Am Ende des 18. Jahrhunderts und zu Beginn des 19. Jahrhunderts veränderte sich der Platz radikal. Die Ernennung Triests zum Freihafen 1719 führte zu einem enormen wirtschaftlichen Aufschwung der Stadt und zu einem rapiden Bevölkerungswachstum. Es musste Platz für die schnell gewachsene Bürgerschaft geschaffen werden.
Da sich die Stadt bereits über die alten Stadtmauern ausgedehnt hatte, ließ Karls Tochter Maria Theresia diese 1749 schleifen und initiierte vor den Toren der Stadt auf trockengelegten Salinen den Bau des Stadtviertels Borgo Teresiano (Theresienvorstadt), das als neues Handelszentrum diente. Der Hauptplatz wurde ab diesem Zeitpunkt als Warenumschlagplatz abgelöst und erfüllte zunehmend repräsentative Zwecke. Etwa zur selben Zeit der Stadterweiterung wurde der Hauptplatz durch Einerdungsarbeiten erweitert.
Sein heutiges Aussehen erhielt der Platz zum Ende des 19. Jahrhunderts, als die meisten der ihn umsäumenden Gebäude neu errichtet wurden. Die zahlreichen Prachtbauten spiegelten den neu gewonnenen Reichtum der Stadt wider.
Im 20. Jahrhundert wurde die Piazza dell’Unità d’Italia Schauplatz zahlreicher historischer Ereignisse wie die Landung der ersten italienischen Soldaten (Bersaglieri) in Triest nach dem Ersten Weltkrieg, die unter dem Jubel eines Großteils der Bevölkerung empfangen wurden.
Zwischen 1999 und 2001 wurde der Platz renoviert und mit einer modernen Beleuchtungsanlage versehen.

## Bauwerke
Der Hauptplatz wird auf drei Seiten von neoklassischen und einigen barocken Bauten umgeben.

### Palazzo del Municipio (Rathaus)
Das Rathaus Palazzo del Municipio (auch Palazzo Comunale) wurde zwischen 1872 und 1875 von dem Architekten Giuseppe Bruni im eklektizistischen Stil entworfen. Die Fassade ist stark strukturiert mit eng gereihten Fenstern, Rundbögen und Halbsäulen. Als architektonische Vorbilder dienten der Louvre und die Scuola Grande di San Rocco in Venedig. Am Turmdach des Rathauses befinden sich die beiden Bronzestatuen Micheze e Jacheze (italienisch Michele e Giacomo) aus dem Jahre 1517, die zu jeder vollen Stunde die Turmuhr schlagen.

### Palazzo Modello

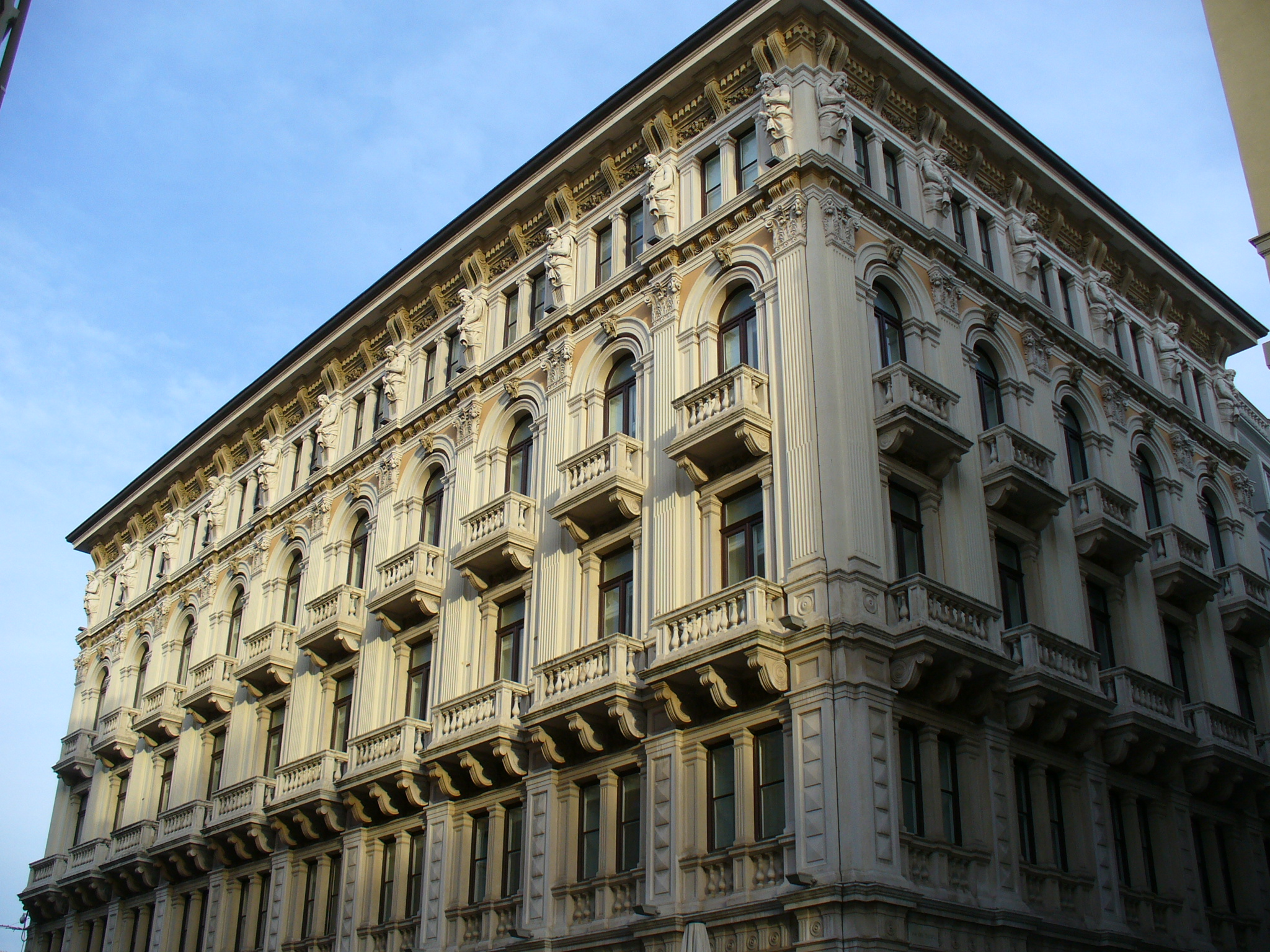
Palazzo Modello

Palazzo Modello wurde zwischen 1871 und 1873 von Giuseppe Bruni errichtet und war ursprünglich als Gasthaus (Locanda) geplant. Das fünfachsige Eckgebäude ist ein Beispiel für den eklektischen Historismus in Triest: Es verbindet Elemente aus der klassischen Antike und der italienischen Renaissance mit mittelalterlichen Stilen und dem Barock. Das Gebäude wurde Modellpalast genannt, da es als Vorbild für den Stil aller anderen Bauten am Platz dienen sollte, dessen Renovierung 1870 eingeleitet und um 1900 abgeschlossen wurde. Bis auf das Rathaus, das auch von Bruni entworfen wurde, erhielten allerdings alle anderen Gebäude des Platzes ihren eigenen Baustil.

### Casa Stratti

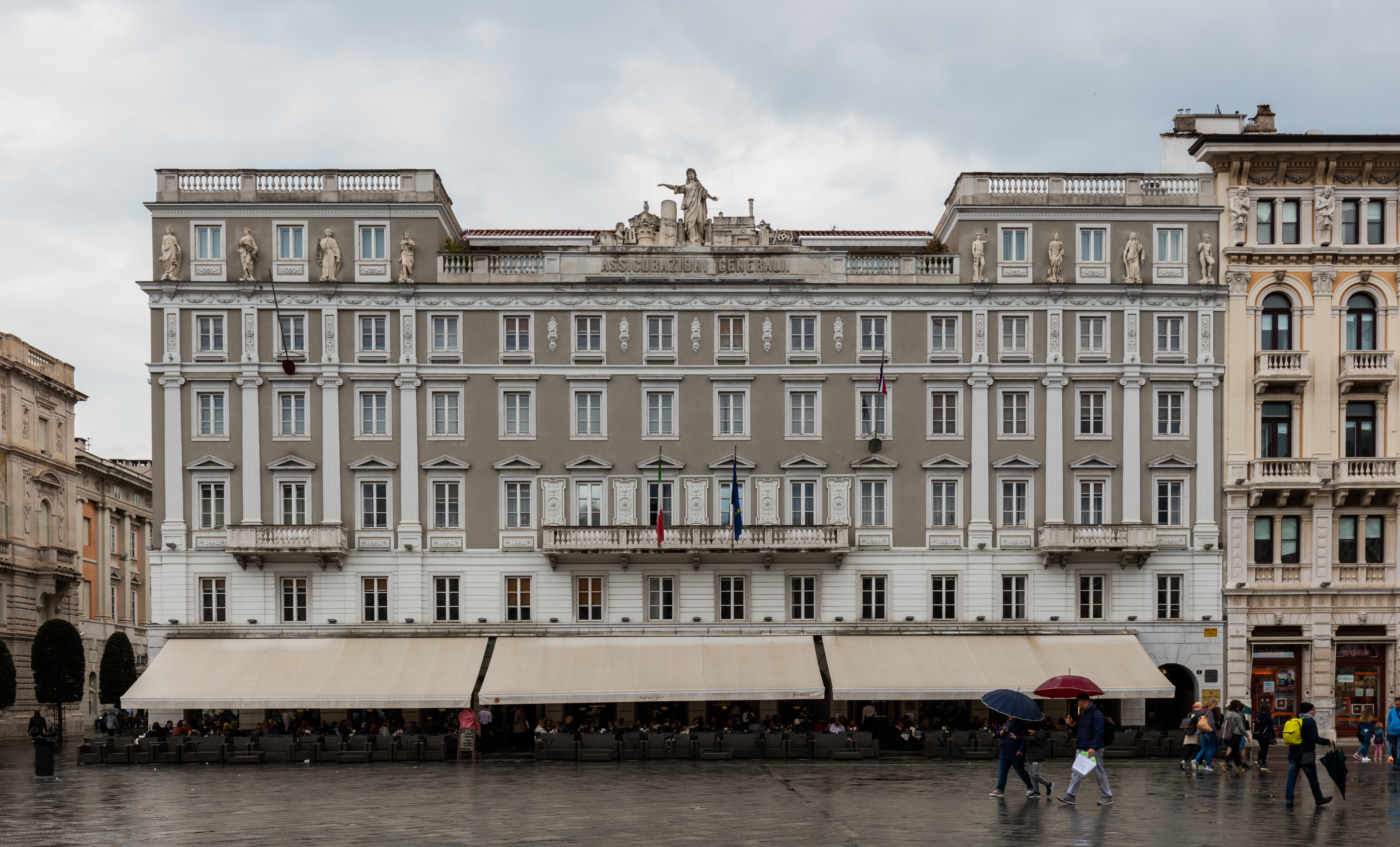
Casa Stratti

Die Casa Stratti wurde 1839 auf Veranlassen des griechischen Kaufmanns Nicolò Stratti von dem Architekten Antonio Buttazzoni erbaut. Die Fassade des Gebäudes stammte von den Architekten Eugenio Geiringer und Domenico Righetti aus dem Jahre 1872 und gehörte zur späten Phase des Triestiner Klassizismus. Seit seiner Eröffnung beherbergt das Gebäude im Erdgeschoss das renommierte Kaffeehaus Caffè degli Specchi (Spiegelcafé), in dem bereits Literaten wie James Joyce und Rainer Maria Rilke verkehrten. Da sich der ursprüngliche Besitzer Nicolò Stratti aufgrund der immensen Baukosten stark verschuldet hatte, verkaufte er 1846 das Gebäude an die Versicherungsgesellschaft Assicurazioni Generali, in deren Besitz es sich noch heute befindet.

### Palazzo Pitteri
Palazzo Pitteri ist das älteste Gebäude an der Piazza. Es wurde 1790 auf Veranlassen von Domenico Plenario, einem reichen Triestiner Kaufmann, von dem Architekten Ulderico Moro erbaut. Nach seinem Bauherren wurde es ursprünglich Palazzo Plenario genannt. Der Name des Palastes wurde später in Anlehnung an seinen neuen Besitzers, dem Triestiner Schriftsteller Ricardo Pitteri (1853–1915), geändert. Heute ist das Gebäude im Besitz der Versicherungsgesellschaft Lloyd Adriatico.
Palazzo Pitteri ist zusammen mit dem Brunnen Fontana dei quattro continenti (1750) und einer Säule (1728) die einzige Erinnerung an das 18. Jahrhundert.

### Grand Hotel Duchi d’Aosta
Der Ursprung des Grand Hotel Duchi d’Aosta geht bis ins 3. Jahrhundert zurück. An der Stelle des heutigen Hotels befand sich in der Antike ein Hospitium Magnum, das zur Unterkunft und Bewirtung von Reisenden diente.
Zwischen 1727 und 1732 wurde an der Stelle des Hospitium Magnum und des heutigen Gebäudes das Hotel Osteria Grande errichtet, das nach zahlreichen Erweiterungen und Restaurierungen im 19. Jahrhundert das größte Hotel der Stadt war und in Locanda Grande umbenannt wurde. 1847 wurde das Gebäude abgerissen. An seiner Stelle wurde 1873 auf Veranlassen der Grundbesitzer, der Versicherungsgesellschaft Assicurazioni Generali, das heutige Hotel von dem Architekten Eugenio Geiringer mit französischen Stilelementen erbaut. Ursprünglich als Hotel Garni bezeichnet wurde es am Anfang des 20. Jahrhunderts in Palazzo Vanoli umbenannt. Obwohl der offizielle Name des Gebäudes 1972 zu Ehren der Herzöge von Aosta in Hotel Duchi d’Aosta geändert wurde, nennen die Triestiner es noch heute Palazzo Vanoli.
Das Hotel beherbergte seit seiner Gründung im 18. Jahrhundert zahlreiche namhafte Persönlichkeiten. Zu den berühmten Gästen zählen Giacomo Casanova, Carlo Goldoni, Bob Dylan, Francis Ford Coppola, Ray Charles, Anthony Hopkins, Sting, Bryan Adams und Königin Nūr von Jordanien.
Das Hotel ist vermutlich vor allem durch die Ermordung Johann Joachim Winckelmanns bekannt. Der Begründer der wissenschaftlichen Archäologie wurde am 8. Juni 1768 in den Räumen des Hotels von Francesco Arcangeli erdolcht. Johann Gottfried Seume logierte auf seinem Spaziergang nach Syrakus hier.

### Palazzo del Lloyd Triestino

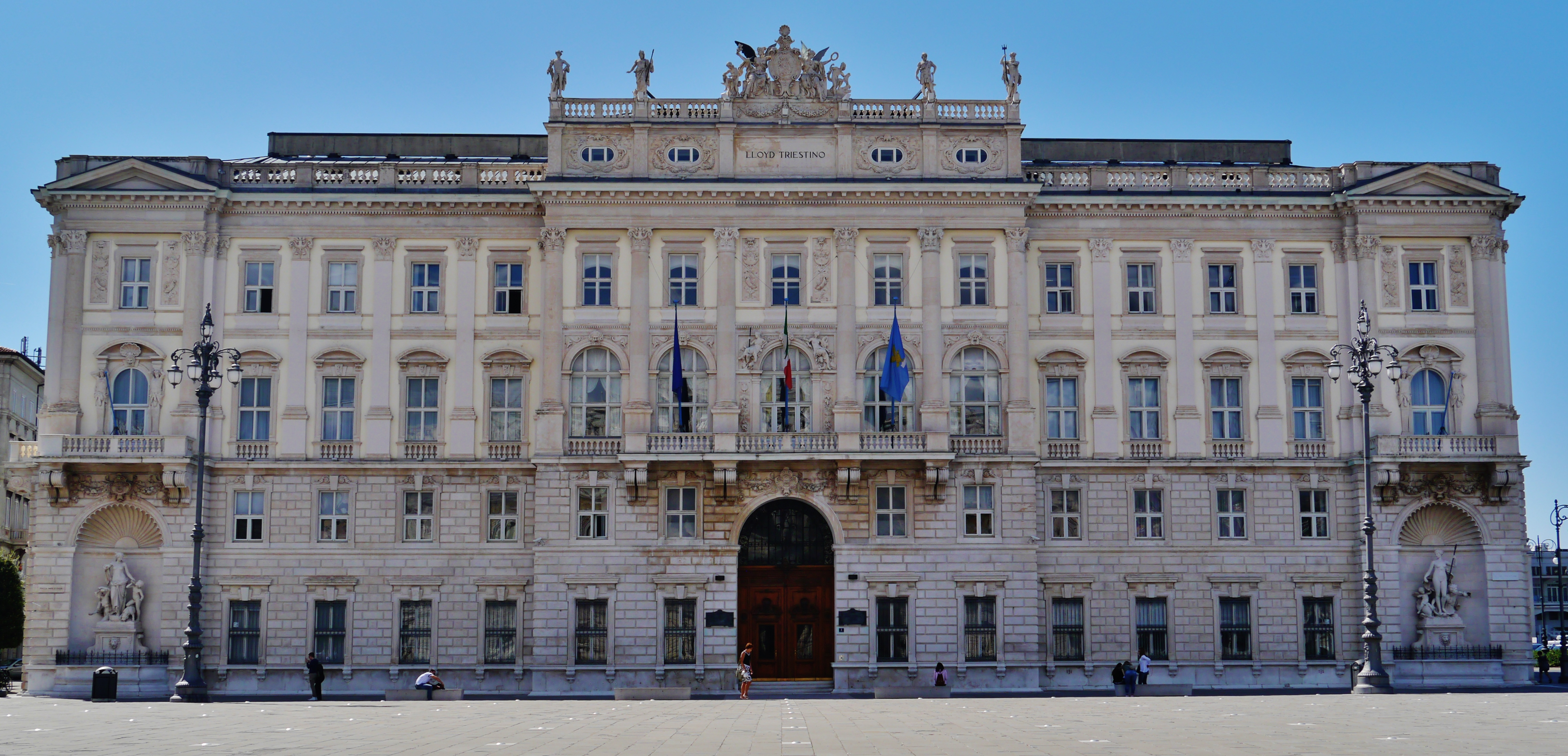
Palazzo del Lloyd Triestino

Zu einem der späteren Gebäude am Platz zählt Palazzo del Lloyd Triestino, der 1883 von Heinrich von Ferstel, dem Architekten der Votivkirche in Wien, im Stil der italienischen Renaissance entworfen wurde. Ursprünglich als Palazzo del Lloyd Austriaco bezeichnet und im Besitz der Schifffahrtsgesellschaft Österreichischer Lloyd, wurden Unternehmen und Gebäude bei der Angliederung Triests an Italien 1919 in Lloyd Triestino bzw. Palazzo del Lloyd Triestino geändert. Heute ist der Palast Sitz der regionalen Regierung. In der Fassade bemerkenswerte allegorische Darstellungen links des Süßwassers, rechts des Meerwassers.

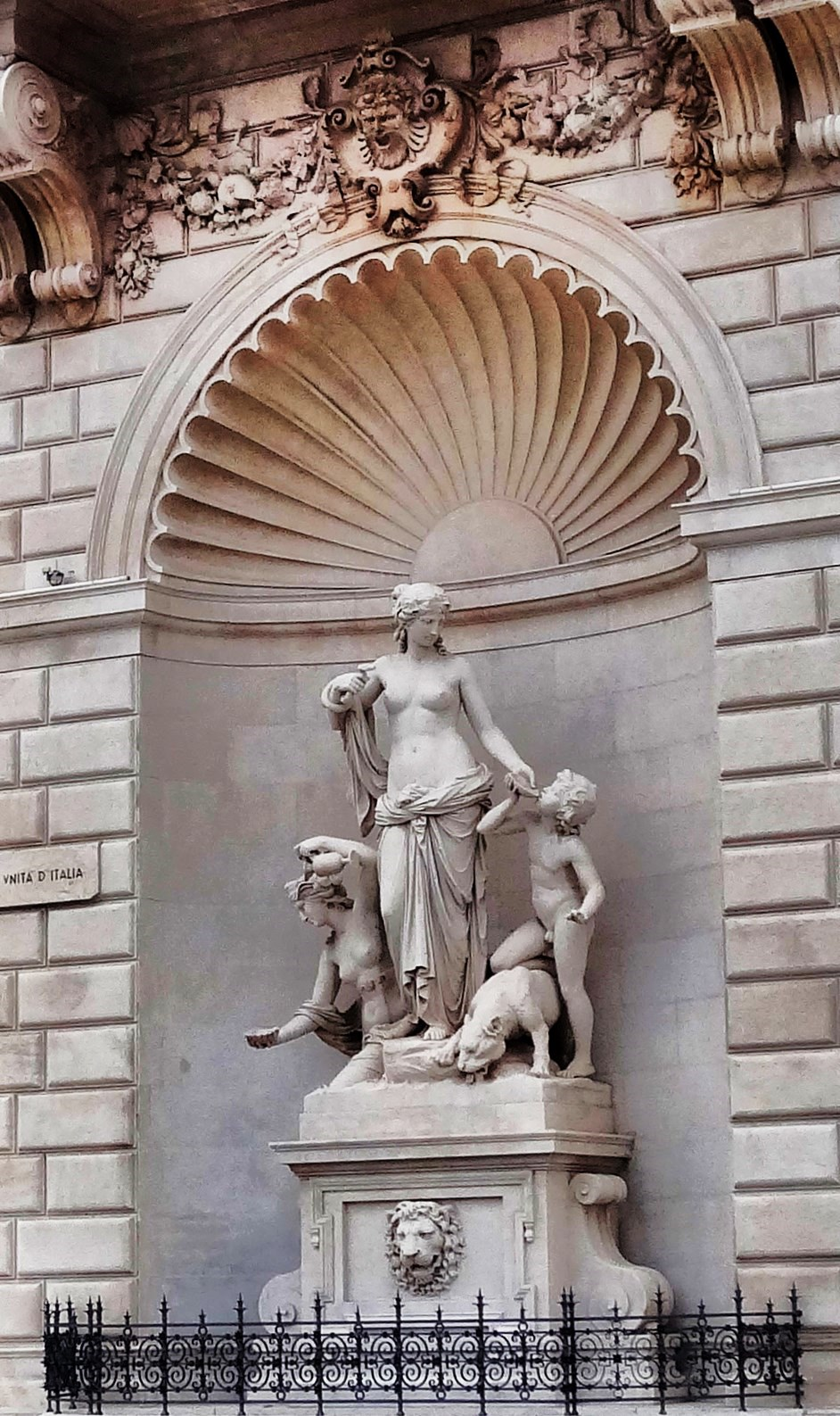
Palazzo del Lloyd Triestino, Fassaden-Detail: Allegorie des Süßwassers
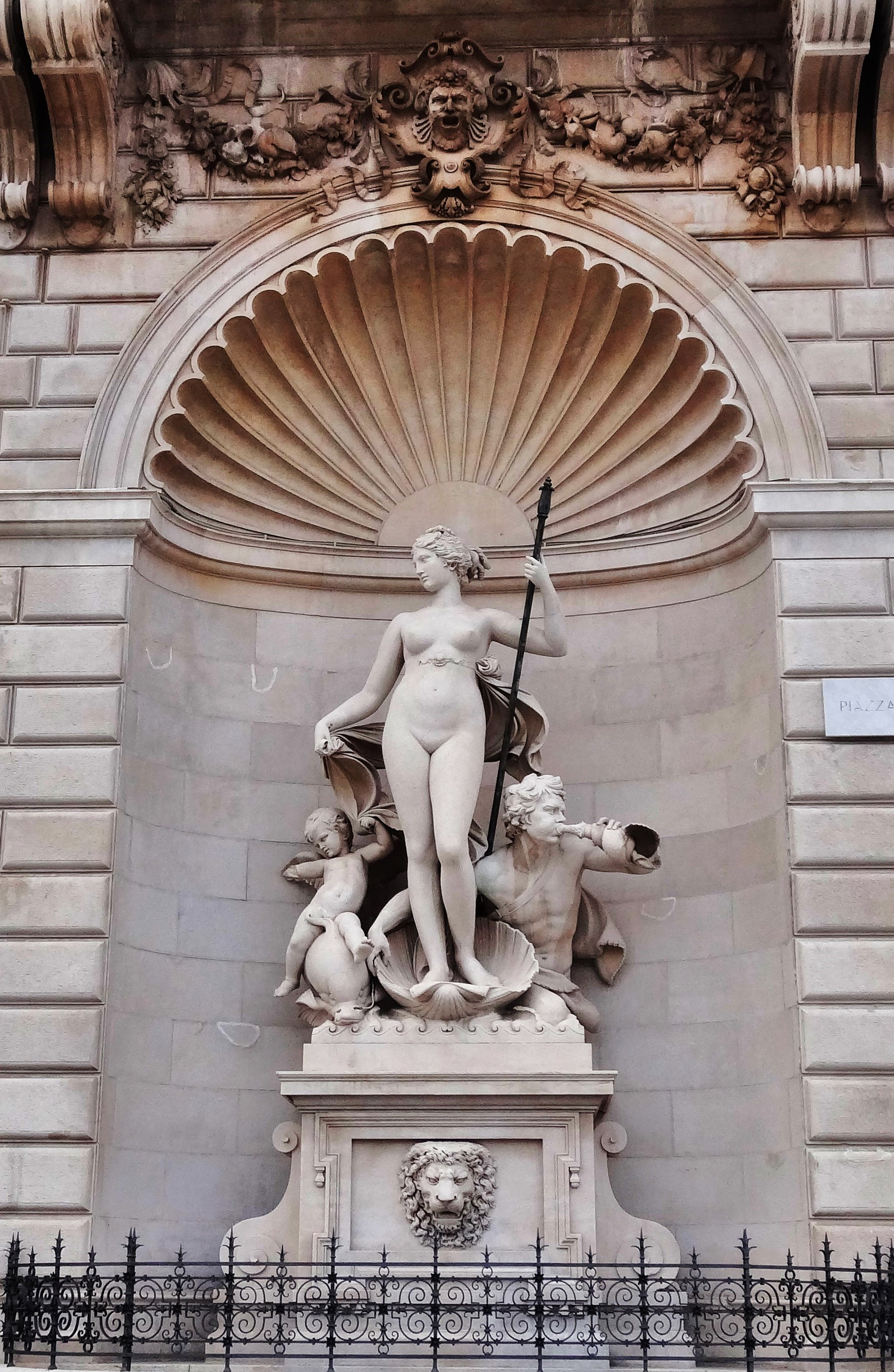
Palazzo del Lloyd Triestino, Fassaden-Detail: Allegorie des Meerwassers

### Palazzo del Governo

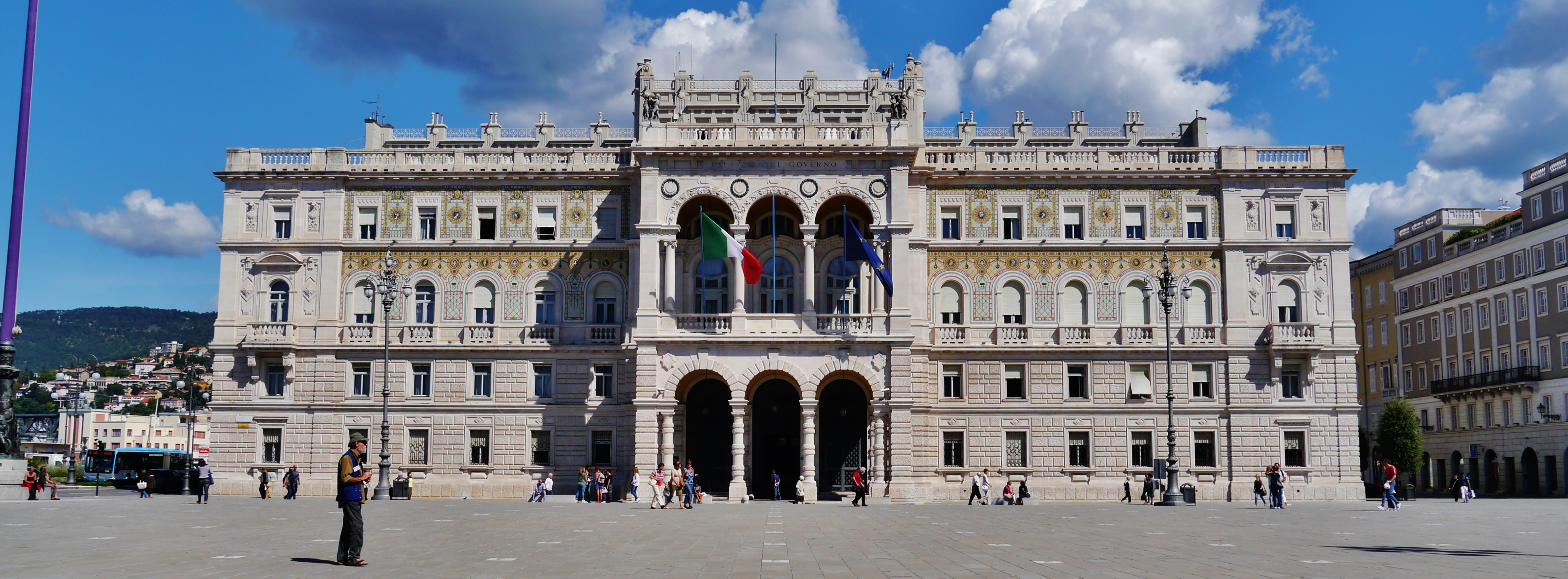
Palazzo del Governo

Der Regierungspalast Palazzo del Governo ist der jüngste Bau auf der Piazza dell’Unità d’Italia. Er wurde zwischen 1901 und 1905 von dem Wiener Architekten Emil Artmann erbaut und hebt sich durch die orientalisch wirkenden bunten und goldenen Mosaiksteine von den übrigen Gebäuden ab.

### Brunnen und Säule
Zu Ehren von Karl VI., der Triest zum Freihafen erhoben hatte, wurde am 10. September 1728 von Fusconi auf dem Hauptplatz eine Säule aufgestellt, die heute noch zu sehen ist. Sie zeigt den römisch-deutschen Kaiser und österreichischen Erzherzog, dessen linke Hand auf den Alten Hafen (Porto Vecchio) weist. Die ursprünglich hölzerne Figur wurde 1754 anlässlich des Besuchs von Kaiserin Maria Theresia durch eine Statue aus weißem Stein von Lorenzo Fanoli ersetzt.
1750 wurde von Giovanni Mazzoleni der Brunnen Fontana dei quattro continenti (Brunnen der vier Kontinente) auf der Piazza Grande errichtet. Die Statuen auf dem Brunnen repräsentieren die damals vier bekannten Kontinente Europa, Asien, Afrika und Amerika. Der Brunnen markierte das Ende des Aquädukts Acquedotto Teresiano, das unter Maria Theresia errichtet worden war und das neu entstandene Handelsviertel Borgo Teresiano mit Wasser versorgte. Anlässlich des Besuchs von Benito Mussolini wurde der Brunnen 1938 in das Lapidarium der Stadt versetzt. Erst 1970 wurde er erneut auf der Piazza dell’Unità d’Italia aufgebaut.
Der Brunnen und die Säule sind zusammen mit Palazzo Pitteri die einzigen Erinnerungen an das 18. Jahrhundert und bilden eine barocke Ecke auf dem Platz.